# Jaromír Střihavka
Jaromír Střihavka (27. června 1914 Lipnice – 9. července 1994 Cambridge) byl československý voják, příslušník 310. československé stíhací perutě RAF během druhé světové války.

## Vyznamenání
- 4× Československý válečný kříž 1939
- 3× medaile Za chrabrost
- československá medaile Za zásluhy I. stupně
- československá Pamětní medaile se štítky Francie a Velké Británie
- Hvězda se štítkem „Battle of Britain“
- Air Crew Europe Star se štítkem „Atlantic“
- britská medaile Za obranu
- Válečná medaile 1939-1945[1]

## Další ocenění
- 11. září 1996 byl Jaromíru Střihavkovi udělen titul čestného občana města Dvůr Králové nad Labem in memoriam. Stalo se tak v rámci Slavnostního předání čestných občanství města Dvůr Králové nad Labem všem královédvorským rodákům, kteří během druhé světové války odešly do RAF bojovat za nesvobodné Československo. Kromě Jaromíra Střihavky se jednalo o Václava Netíka, Eduarda Zbroje a Karla Hančily a Karla Štrégla, kteří si vyznamenání převzali osobně.[1]